# Coonoor
Coonoor (tamil: குன்னூர்) è una suddivisione dell'India, classificata come municipality, di 50.079 abitanti, situata nel distretto dei Nilgiri, nello stato federato del Tamil Nadu. In base al numero di abitanti la città rientra nella classe II (da 50.000 a 99.999 persone).

## Geografia fisica
La città è situata a 11° 20' 60 N e 76° 49' 0 E e ha un'altitudine di 1.501 m s.l.m..

## Società

### Evoluzione demografica
Al censimento del 2001 la popolazione di Coonoor assommava a 50.079 persone, delle quali 24.782 maschi e 25.297 femmine. I bambini di età inferiore o uguale ai sei anni assommavano a 4.521, dei quali 2.254 maschi e 2.267 femmine. Infine, coloro che erano in grado di saper almeno leggere e scrivere erano 41.086, dei quali 21.330 maschi e 19.756 femmine.